# Tricyphona (Tricyphona) tacoma
Tricyphona (Tricyphona) tacoma is een tweevleugelige uit de familie Pediciidae. De soort komt voor in het Nearctisch gebied.